# Madalena Frondoni Lacombe
Madalena Frondoni Lacombe (Lisboa, 14 de dezembro de 1857 - Lisboa, 20 de dezembro de 1936) foi uma escritora, poetisa, publicista e médium portuguesa.

## Biografia
Madalena Frondoni nasceu em Lisboa, a 14 de dezembro de 1857, filha natural do conceituado maestro Angelo Frondoni, autor do Hino da Maria da Fonte, muito popular à época, e de Maria José de Almeida, sendo baptizada na Igreja do Loreto, ao Chiado, a 18 de abril de 1858. Foi legitimada pelo casamento de seus pais, ocorrido na mesma igreja, a 11 de junho de 1859.
A 22 de fevereiro de 1873, em Alcântara, com apenas 15 anos, contraiu matrimónio com o francês Leon Henri Lacombe, natural de Paris, engenheiro da Empresa Industrial Portuguesa, filho de Henri Lacombe e de Anne-Alexandrine Monceaury. Deste casamento constam dois filhos, Paulo Maria Lacombe e Carlos Lacombe, ambos engenheiros.
Dedicou-se aos estudos do Espiritismo, praticando sessões em sua residência, deixando muita colaboração em jornais da época sobre estudos psíquicos, muitos transcritos e traduzidos por jornais estrangeiros. Além de publicista, foi também escritora e poetisa, destacando-se das suas obras: Une Visite au Panthéon (1908); Dernières lettres d'un poitrinaire à sa fiancée (1913, prefácio de Henrique Lopes de Mendonça e de Camille Flammarion, em duas edições, uma em português, outra em francês); Segredo da Morte (prefaciado por Ana de Castro Osório); Merveilleux phénomènes de l'au-delà (1920, traduzido para espanhol por Antonio Buendia, e para alemão, pelo professor Schrenk-Wotzing da Universidade de Munique); O homem árbitro do seu destino, Prolegómenos astronómicos e Experiências metapsiquicas. O professor e médico francês Charles Richet, Prémio Nobel da Física e professor da Sorbonne Université, ocupou-se longamente destas obras no seu Traité de Métaphysique (1922).
Na revista ilustrada O Occidente, em edição de 10 de setembro de 1913, lê-se a respeito da sua obra Dernières lettres d'un poitrinaire à sa fiancée: " (...) Madame Frondoni Lacombe é uma poetisa muito conhecida no nosso meio literário e também no meio literário francês onde é devida e justamente apreciada. Este seu volume de versos, agora saído a público, é composto em francês e português; e as belezas que encerra e a feitura do verso é tão boa nas duas línguas que não há maneira de saber qual seja a tradução. São dois originais. Neles se revela e patenteia a fina, delicada, artística, amorosa e sentimental alma de mulher que é a ilustre e distinta poetisa Madame Frondoni Lacombe, a quem, com muitos parabéns, enviamos sinceros agradecimentos pela gentileza da oferta do seu valioso trabalho." Colaborou na Revista de Espiritismo, que viu o seu primeiro número publicado em 1927, juntamente com Maria Veleda, Amélia Cardia e Maria O'neill e ofereceu à Federação Espírita Portuguesa uma colecção completa das fotogravuras das suas experiências, colaborando ambém na revista A Arte Musical  (1898-1915).
Entre 1913 e o final da década de 1920, trabalhou com outros médiuns portugueses, servindo a elite lisboeta, num salão da Avenida da Liberdade. Muitas das experiências contavam com a presença de Francisco Augusto de Oliveira Feijão, José Alberto de Sousa Couto, António Joaquim Freire, entres outros. Chegou a fazer parte das reuniões organizadas pelo médium português Fernando de Lacerda. Foi também amiga pessoal de Camille Flammarion e de sua mulher, com quem colaborou alegadamente em várias experiências espíritas em Paris e na casa de campo dos mesmos em Juvisy-sur-Orge, onde estava instalado um observatório astronómico, mantendo relações próximas com investigadores metapsiquistas estrangeiros.
Faleceu já afastada da sua profissão, a 20 de dezembro de 1936, aos 79 anos, em Lisboa, na sua casa da Avenida da Liberdade, o 3.º andar do número 90, vítima de enfisema pulmonar. Encontra-se sepultada no jazigo da sua família, no Cemitério dos Prazeres, em Lisboa.